# Chiesa e monastero di Santa Maria di Mirteto
La chiesa e monastero di Santa Maria di Mirteto si trova in località Mirteto nel comune di San Giuliano Terme.

## Storia e descrizione
Posto alle pendici del monte della Conserva, l'antico borgo monastico, attestato fin dal 1150 (se ne trova traccia già negli Annali camaldolesi), comprendeva la chiesa di Santa Maria di Mirteto, dipendente dal monastero di San Michele in Verruca e successivamente dalla pieve di Asciano. Successivamente la chiesa viene citata anche in una bolla di papa Gregorio IX del 1227 e in una lettera di Alessandro IV del 1258. 
La bolla suppone la presenza della comunità monastica cistercense. La data di inizio dello stanziamento cistercense è quindi certamente anteriore al 1227. Nel 1432 l’abbazia fu quasi completamente distrutta durante una guerra locale e i monaci si trasferirono all’abbazia di San Benedetto di Portonorio.
Nel 1812 la chiesa di Santa Maria di Mirteto era ancora in buono stato di conservazione, poiché era l'oratorio privato della famiglia Ricci. Attualmente la chiesa e il monastero sono in stato di abbandono, dopo che le ultime famiglie che abitavano nei dintorni si sono trasferite.
Malgrado sia stato abbandonato da lungo tempo, il complesso mantiene ancora l'assetto medioevale, e oltre alla chiesa restano consistenti avanzi degli annessi monastici, delle rustiche abitazioni, dei granai e del frantoio. La chiesa, ad unica aula absidata, risale alla metà dell'XI secolo e conserva alcune interessanti decorazioni scultoree altomedioevali. La chiesa era illuminata grazie a tre monofore nella parete a sud e altre tre nell'abside. La copertura originaria in regole e travi di legno crollò presumibilmente dopo agli anni 80.
Era sede di una Madonna della neve quattrocentesca, oggi presente nella chiesa di Asciano.

## Galleria d'immagini

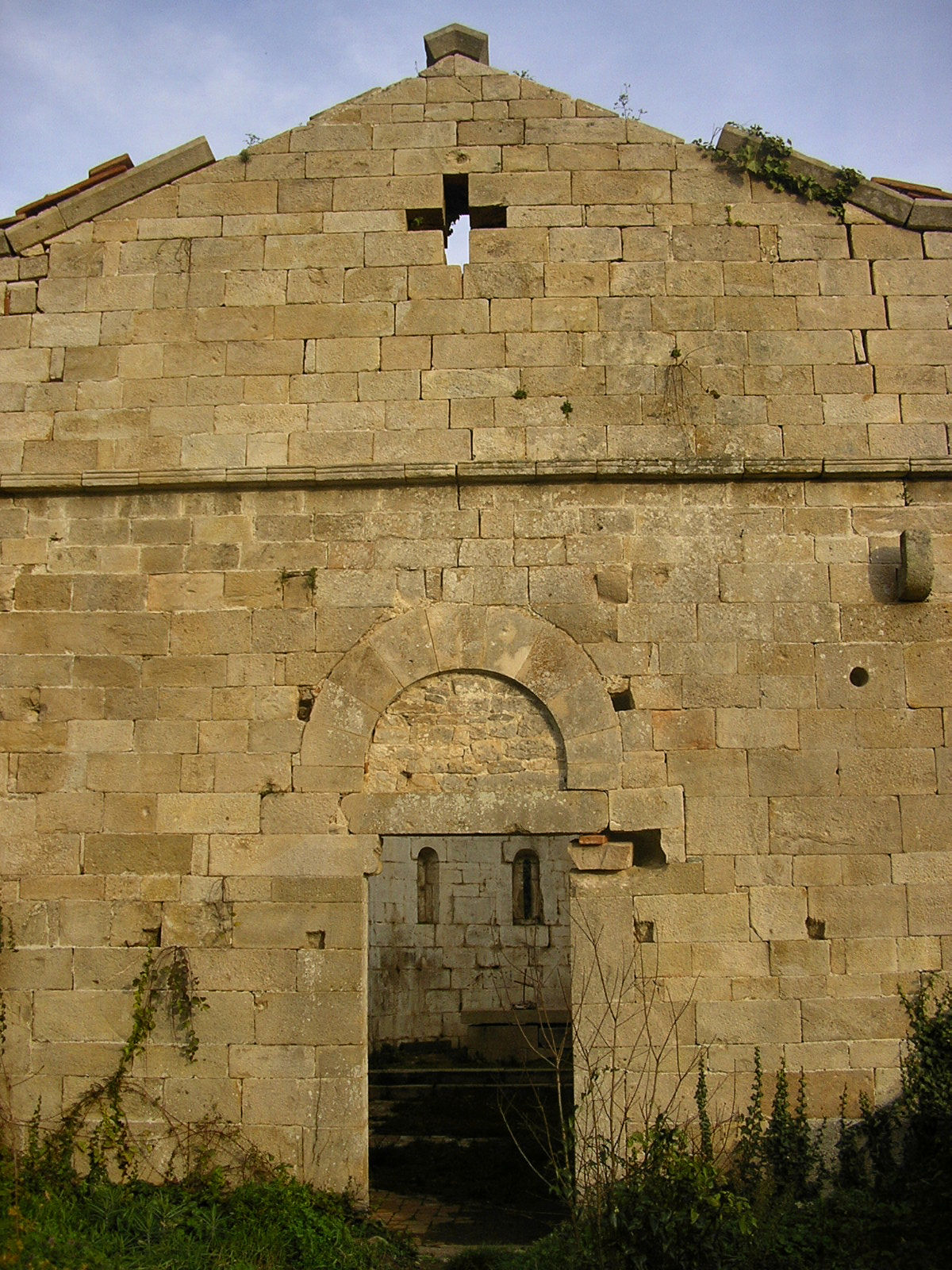
Entrata
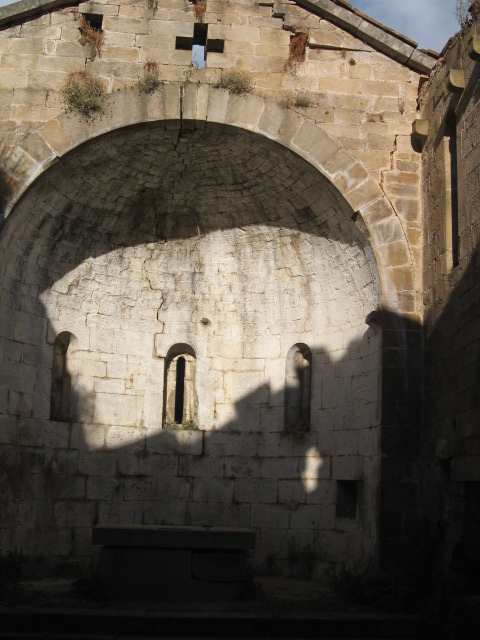
Abside della chiesa
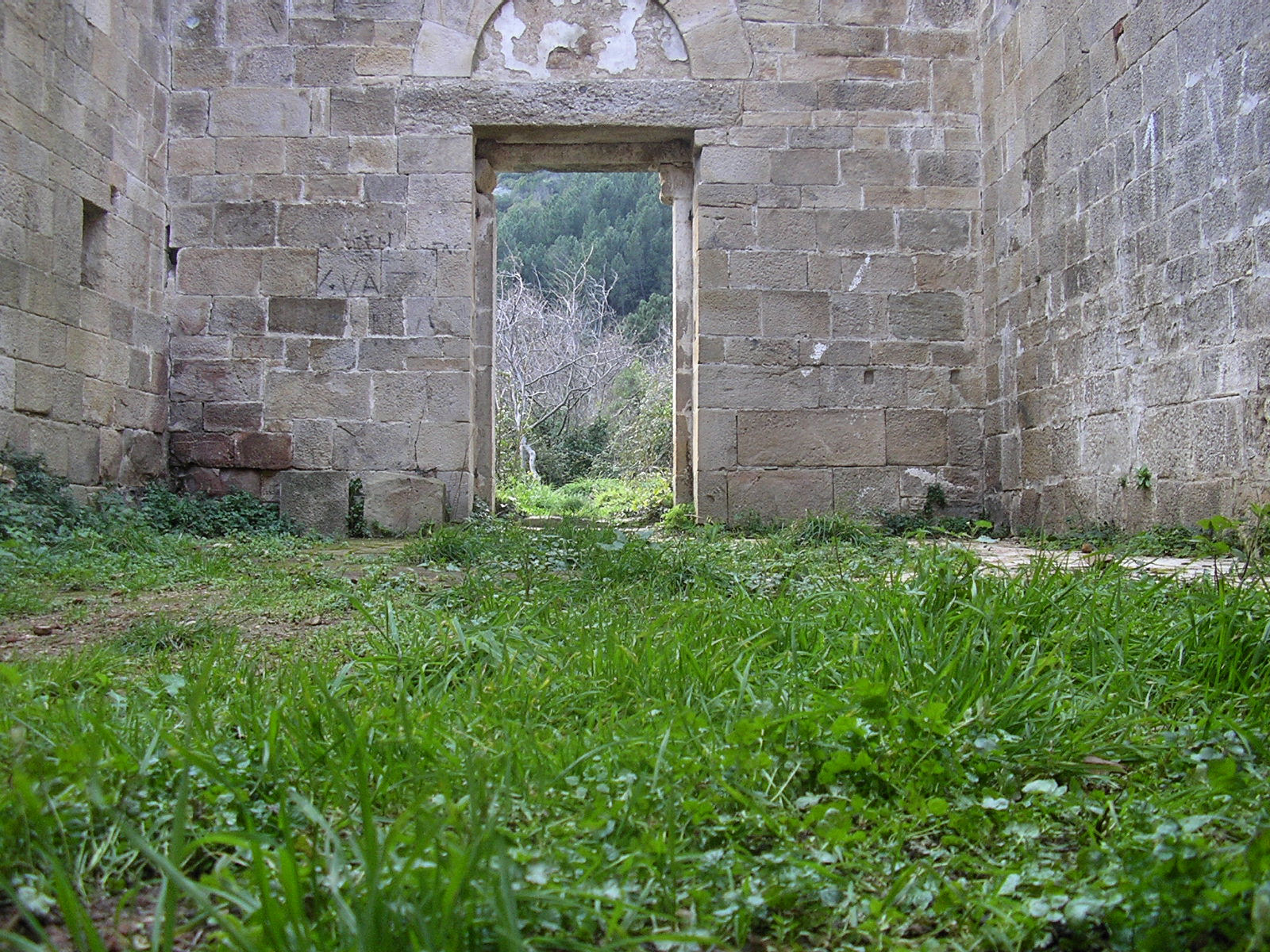
L'interno della chiesa
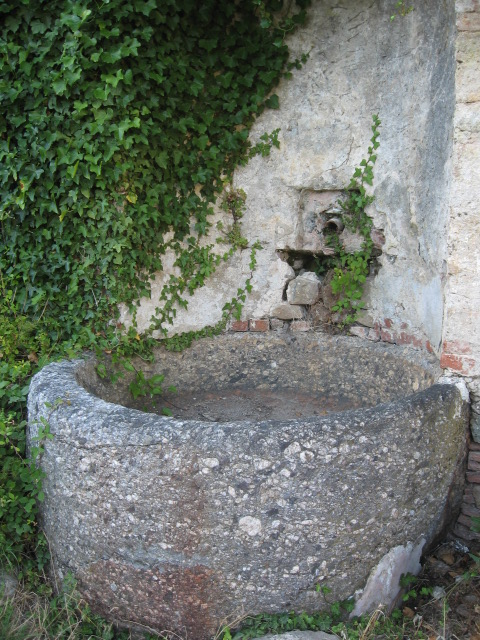
Antica fonte del monastero di Mirteto
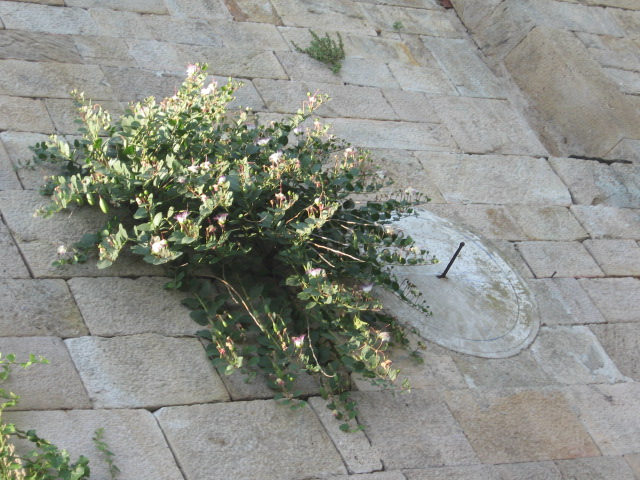
Capperi sulla parete dell'edificio e meridiana
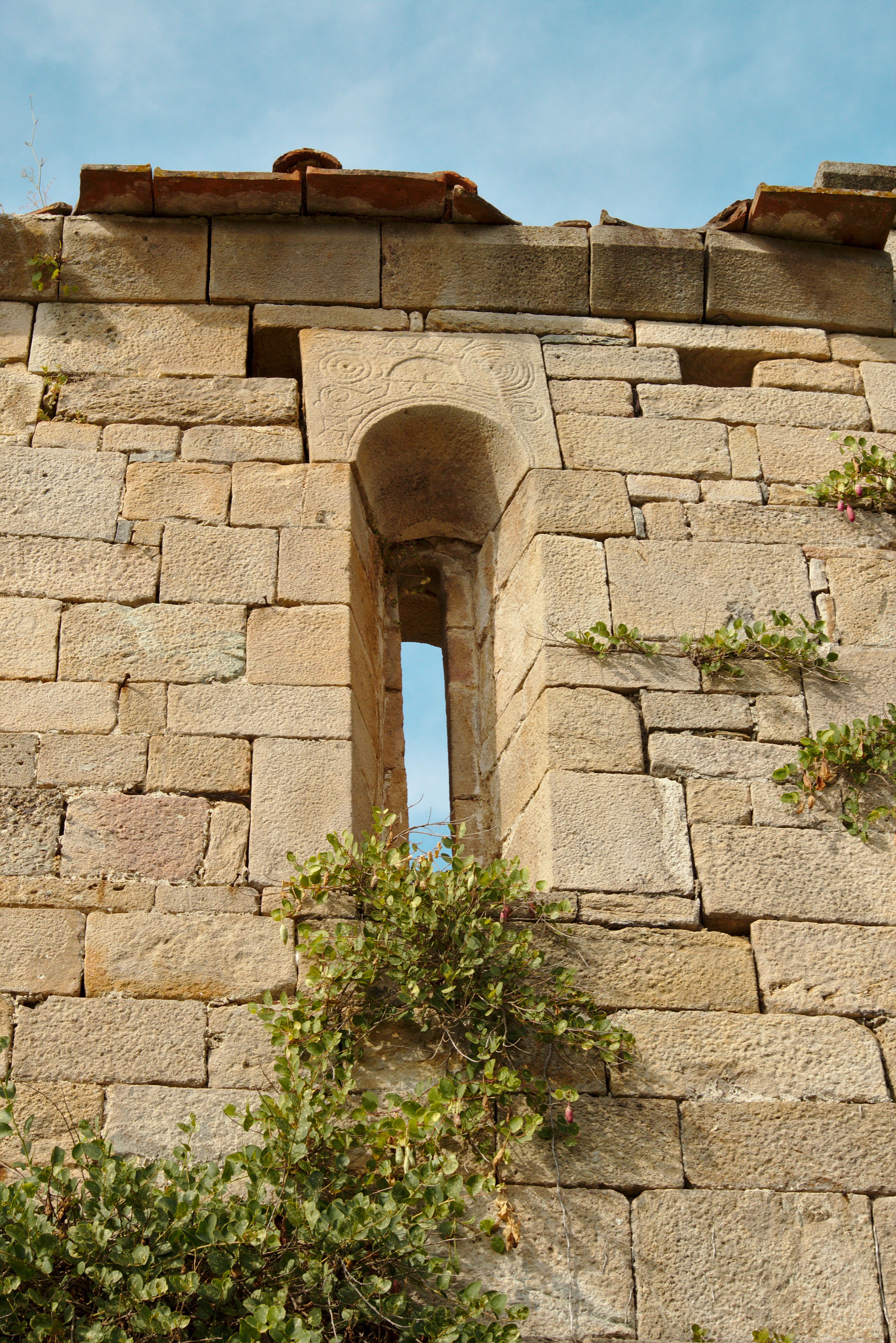
Monofora con decorazione